# 太安萬侶

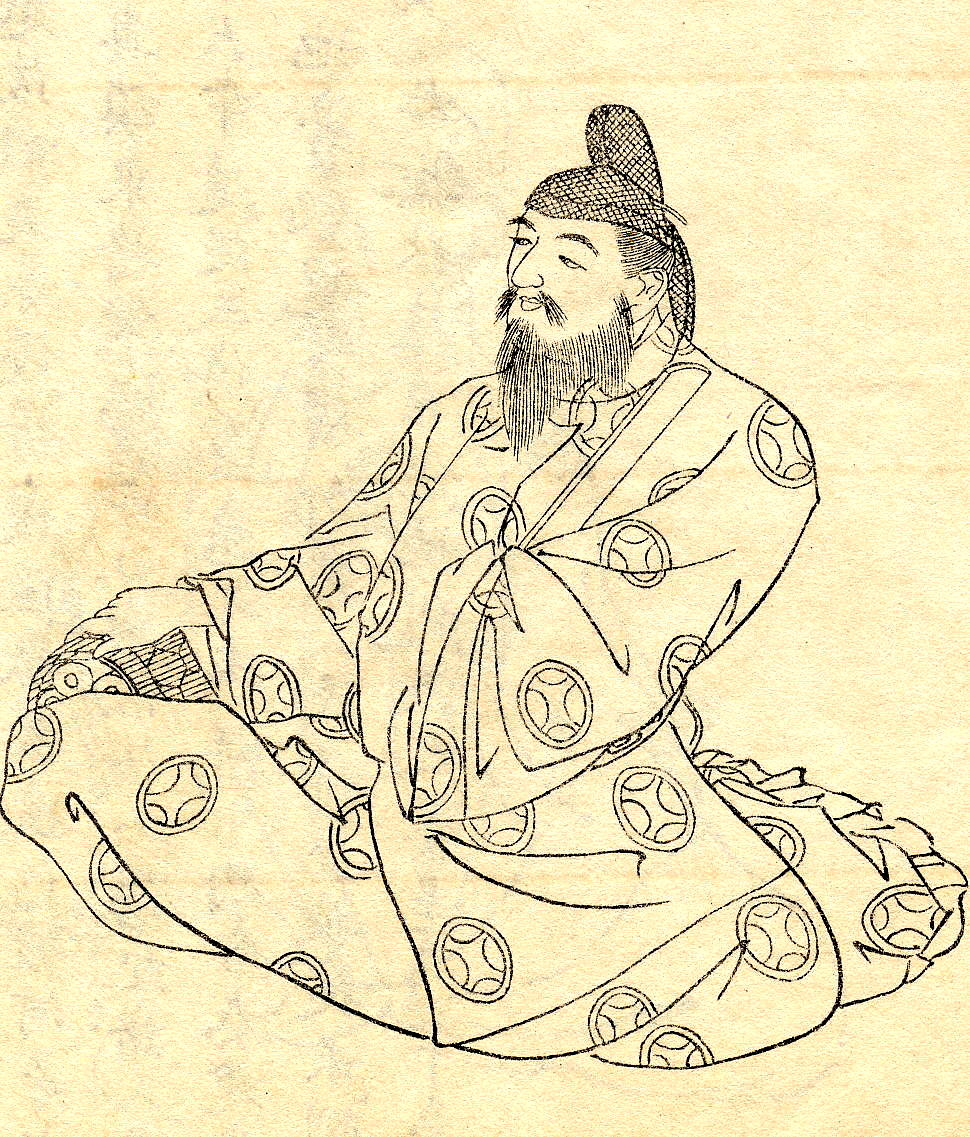
太安萬侶（菊池容齋繪）

太安萬侶（日语：／，生年不詳 - 養老7年7月6日〔723年8月15日〕）乃是日本奈良時代的文官。姓朝臣，名為安萬侶或安麻呂，官位從四位下、民部卿。另外，根據《阿蘇家略系譜》一書所載，他的父親為多品治。

## 生平略歷
據《續日本紀》所述，太安萬侶於慶雲元年（704年）1月7日拜從五位下，和銅4年（711年）4月7日則接受正五位上。同年奉元明天皇之命，紀錄稗田阿禮口誦之《帝紀》和《舊辭》並編纂成史書，翌年正月向天皇呈上《古事記》一書。靈龜元年（715年）正月10日官拜從四位下，翌年（716年）9月23日就任該氏族中官位最大的「氏長」。養老7年（723年）7月7日過世，官拜民部卿、從四位下。

## 墓誌銘
1979年（昭和54年）1月23日太安萬侶的墳墓在奈良縣奈良市此瀬町的茶畑被發現，挖掘出一個裝有火化後的骨骸及珍珠的木櫃，墓誌銘亦隨之出土。隨後，主持挖掘工作的奈良縣立橿原考古學研究所發表了墓誌銘內容，共有2行41個字：

左京四條四坊從四位下勲五等太朝臣安萬侶以癸亥

年七月六日卒之 養老七年十二月十五日乙巳

太安萬侶墓在1980年（昭和55年）2月19日被指定為國家史蹟，而其墓誌銘則在1981年（昭和56年）6月9日被指定為重要文化財。

## 外部連結
- （页面存档备份，存于）（日語）